# Chondrostoma colchicum
Chondrostoma colchicum är en fiskart som beskrevs av Derjugin, 1899. Chondrostoma colchicum ingår i släktet Chondrostoma och familjen karpfiskar. Inga underarter finns listade i Catalogue of Life.